# Holdrege
Holdrege är en stad (city) i södra Nebraska i USA. Staden är huvudort i Phelps County och hade 5 595 invånare vid 2010 års folkräkning.

## Historia
Orten grundades i samband med att Burlington & Missouri River Railroad (B&MR) byggde en linje genom området 1883. Orten döptes efter George W. Holdrege, en tjänsteman på järnvägen. Följande år, 1884, flyttades sätet för Phelps County hit. De första nybyggarna i området var huvudsakligen svenskamerikaner från Illinois och svenska immigranter. Redan efter tre år uppgick befolkningen till över 2 000 invånare. Befolkningen har i modern tid legat stadigt strax över 5 000 invånare.

## Kommunikationer
Amtrak bedriver passagerartrafik genom Holdrege och har här en passagerarstation på den transkontinentala järnvägslinjen California Zephyr mellan Chicago och Emeryville, Kalifornien. Linjen trafikeras dagligen av ett tåg i vardera riktningen, västerut via Denver, Colorado och österut via Omaha, Nebraska.

## I populärkulturen
I filmen About Schmidt (2002) är filmens huvudperson Warren Schmidt (Jack Nicholson) på besök i sin hemstad Holdrege men upptäcker att ett Tires Plus har byggts på platsen för hans barndomshem. Scenen spelades i verkligheten in i Council Bluffs, Iowa.